# Trichotosia glabrifolia
Trichotosia glabrifolia är en orkidéart som först beskrevs av Johannes Jacobus Smith, och fick sitt nu gällande namn av S.Thomas, Schuit. och De Vogel. Trichotosia glabrifolia ingår i släktet Trichotosia och familjen orkidéer. Inga underarter finns listade i Catalogue of Life.